# Пособие по временной нетрудоспособности
Посо́бие по временной нетрудоспособности — это выплата, предоставляемая застрахованным лицам в целях частичной компенсации утраченного трудового дохода в случаях, когда выполнение работы или иной деятельности невозможно в связи с краткосрочным ухудшением здоровья.

## Назначение и выплата пособий по временной нетрудоспособности
Назначение и выплата пособия осуществляются работодателем по месту работы застрахованного лица за счет страхователя.
Законом об обеспечении пособиями по временной нетрудоспособности установлены ограничения периодов выплаты пособия по временной нетрудоспособности по уходу за больным членом семьи в зависимости от возраста, условий лечения, диагноза и других причин.
Пособие не предоставляется в периоды:
— отстранения от работы;
— заключения под стражу или административного ареста;
— проведение судебно-медицинской экспертизы;

## Исчисление пособий по временной нетрудоспособности
Размер пособия по временной нетрудоспособности зависит от продолжительности страхового стажа застрахованного лица ко дню ее наступления.
Правила подсчета и подтверждения страхового стажа утверждены приказом Минздравсоцразвития России от 6 февраля 2007 г. № 91.
Пособие выплачивается в следующих размерах:
— 100 % среднего заработка при страховом стаже 8 и более лет;
— 80 % среднего заработка при страховом стаже от 5 до 8 лет;
— 60 % среднего заработка при страховом стаже до 5 лет.
Основаниями для снижения размера пособия по временной нетрудоспособности являются:
— нарушение без уважительных причин режима, предписанного врачом;
— неявка без уважительной причины в назначенный срок на врачебный осмотр;
— заболевание или травма, наступившие вследствие алкогольного, наркотического, токсического опьянения или действий связанных с таким опьянением.